# جاکومو نری
جاکومو نِری (به ایتالیایی: Giacomo Neri) بازیکن فوتبال بازنشستهٔ اهل ایتالیا است که از سال ۱۹۳۹ میلادی عضو تیم ملی فوتبال ایتالیا بوده و در ۳ بازی ملی حضور داشته‌است. او در بازی‌های ملی‌اش ۱ گل به ثمر رساند.
جیاکومو نری آخرین بازی ملی خود را در سال ۱۹۴۰ میلادی انجام داد.